# دوري الدرجة الأولى السعودي 2025–26
دوري الدرجة الأولى 2025–26 (المعروف باسم دوري يلو لأندية الدرجة الأولى للمحترفين) هو الموسم الخامس من دوري الدرجة الأولى السعودي بعد إعادة تسميته، والموسم 49 من دوري الدرجة الأولى السعودي منذ انطلاقه في عام 1976.

## نظرة عامة
يشارك في هذا الموسم 18 فريقا. منهم 12 فريقا في موسم 2024 - 2025 الماضي، و 3 فرق أخرى قادمة من دوري الدرجة الثانية. و 3 فرق من دوري المحترفين.
| صعودا من الدرجة الثانية - نادي الدرعية - نادي العلا - نادي الأنوار هبوطا من دوري المحترفين - نادي العروبة - نادي الرائد - نادي الوحدة | صعودا إلى دوري المحترفين - نادي نيوم - نادي الحزم - نادي النجمة هبوطا إلى الدرجة الثانية - نادي العين - نادي الصفا - نادي أحد |

## الفرق
| الجبلين  | حائل          | مدينة الأمير عبد العزيز بن مساعد الرياضية                  | 12٬000        |
| جدة      | جدة           | الملعب الاحتياطي بمدينة الملك عبد الله الرياضية            | 1٬000         |
| العربي   | عنيزة         | ملعب إدارة التعليم                                         | 10٬000        |
| الفيصلي  | حرمة          | مدينة المجمعة الرياضية                                     | 7٬000         |
| العدالة  | الأحساء       | مدينة الأمير عبد الله بن جلوي الرياضية                     | 26٬000 12٬000 |
| الباطن   | حفر الباطن    | ملعب نادي الباطن                                           | 6٬000         |
| البكيرية | البكيرية      | ملعب نادي البكيرية                                         | 3٬000         |
| الجندل   | دومة الجندل   | ملعب نادي العروبة (سكاكا)                                  | 6٬000         |
| أبها     | أبها          | مدينة الأمير سلطان بن عبد العزيز الرياضية                  | 20٬000        |
| الطائي   | حائل          | مدينة الأمير عبد العزيز بن مساعد الرياضية                  | 12٬250        |
| الجبيل   | محافظة الجبيل | ملعب نادي الجبيل                                           | 3٬000         |
| الزلفي   | الزلفي        | ملعب نادي الزلفي                                           | 3٬080         |
| الرائد   | بريدة         | ملعب نادي الرائد                                           | 25٬000        |
| العروبة  | الجوف         | ملعب نادي العروبة                                          | 7٬000         |
| الوحدة   | مكة المكرمة   | ملعب الملك عبد العزيز                                      | 38٬000        |
| العلا    | العلا         | مدينة الأمير محمد بن عبد العزيز الرياضية (المدينة المنورة) | 25٬000        |
| الدرعية  | الدرعية       | ملعب الأمير تركي بن عبد العزيز (الرياض)                    |               |
| الأنوار  | حوطة بني تميم | ملعب نادي الأنوار                                          |               |

### التوزيع الجغرافي للأندية
| المرتبة | المنطقة         | العدد | فرق                               |
| ------- | --------------- | ----- | --------------------------------- |
| 1       | منطقة الرياض    | 4     | الفيصلي، الزلفي، الأنوار، الدرعية |
| 2       | القصيم          | 3     | الرائد،العربي، البكيرية           |
| 2       | المنطقة الشرقية | 3     | العدالة، الباطن، الجبيل           |
| 4       | منطقة حائل      | 2     | الجبلين، الطائي                   |
| 4       | مكة المكرمة     | 2     | جدة، الوحدة                       |
| 4       | منطقة الجوف     | 2     | الجندل، العروبة                   |
| 5       | منطقة عسير      | 1     | أبها                              |
| 5       | المدينة المنورة | 1     | العلا                             |

## جدول الدوري
قالب:دوري يلو للدرجة الأولى 2025–26

## الإحصائيات
آخر تحديث يحدد لاحقاً.

### شباك نظيفة
ملاحظة
(د) – على أرضه; (خ) – خارج أرضه